# Patrícia Elizardo
Patrícia Elizardo (Rio de Janeiro, 22 de fevereiro de 1985)  é uma atriz brasileira. Seu último trabalho na televisão foi em O Outro Lado do Paraíso, como a médica Tônia.

## Biografia
Filha de um economista com uma psicóloga, nasceu no Rio de Janeiro no dia 22 de fevereiro de 1985, sua mãe sempre a incentivou a ir no teatro e no cinema  Formou-se em Artes Cênicas, Interpretação, pela UniverCidade, em 2009. Antes havia feito curso regular na CAL em 2005  e vários cursos de aperfeiçoamento na carreira, como, Interpretação para TV e Cinema com Cininha de Paula, e Interpretação para TV com Márcio Augusto.
Estréia profissionalmente em 2006, na peça Tipos com direção de Oswaldo Montenegro. No mesmo ano trabalha em Aldeia dos Ventos, novamente trabalhando com Oswaldo Montenegro.
Em 2008 faz a Woyzek. Em 2009 faz uma Oficina de Teatro com Felipe Rocha e as peças Verdade é o Mesmo que Mentira e A Fruta e a Casca.
Faz sua estreia na televisão em 2010, com participações nas novelas globais Ti Ti Ti e Passione. Em 2012 esteve em Preamar, série do canal pago HBO Brasil.
Teve destaque na série Dupla Identidade de Glória Perez na Rede Globo . No ano seguinte faz sua primeira novela completa, I Love Paraisópolis, de Alcides Nogueira na Rede Globo  No começo de 2016 entra para A Regra do Jogo quase na metade da novela, suas cenas foram ao ar a partir do dia 02 de janeiro de 2016.
Em 2017, interpreta a vilã Tônia, uma ginecologista vegana, que irá atrapalhar o romance entre Caio Paduan e Érika Januza em O Outro Lado do Paraíso.

## Filmografia

### Televisão
| Ano  | Título                  | Papel                                |
| ---- | ----------------------- | ------------------------------------ |
| 2010 | Ti Ti Ti                | Gisele Noronha (participação)        |
| 2010 | Passione                | Flávia (participação especial)       |
| 2012 | Preamar                 | Patrícia                             |
| 2013 | As Canalhas             | Joana Castro Pompílio Alves          |
| 2013 | Uma Rua sem Vergonha    | Ludmilla                             |
| 2014 | Em Família              | Carolina Marins Rabello (Dra. Carol) |
| 2014 | Dupla Identidade        | Ângela Pacheco                       |
| 2015 | I Love Paraisópolis     | Monserrá da Anunciação Taveira       |
| 2016 | A Regra do Jogo         | Rosa                                 |
| 2017 | O Outro Lado do Paraíso | Antônia Mendes (Tônia)               |
| 2021 | Gênesis                 | Murânia                              |

### Cinema
| Ano  | Título                   | Papel           |
| ---- | ------------------------ | --------------- |
| 2010 | Ao Meu Redor             | Luíza           |
| 2013 | Bonitinha, Mas Ordinária | Nadir Fernandes |

## Teatro
- 2006 - Tipos, direção de Oswaldo Montenegro
- 2006 - Aldeia dos Ventos, direção de Oswaldo Montenegro
- 2008- Woyzek, direção de Fábio Ferreira
- 2009 - Verdade é o Mesmo que Mentira, direção de Alexandre Melo
- 2009- A Fruta e a Casca, direção de Manoel Prazeres
- 2010 - Notícias do Araguaia, direção de Manoel Prazeres
- 2010 - Outro Fim de Semana no Campo, direção de Alexandre Melo
- 2010 - A Arte de Lidar Segundo as Mulheres, direção de Manoel Prazeres
- 2010 - Mulheres de Caio, direção de Delson An

## Ligações Externas
- Patrícia Elizardo. no IMDb.